# Зебніц
Зебніц або Зебниця (нім. Sebnitz, в.-луж. Zebnica) — місто в Німеччині, розташоване в землі Саксонія на кордоні з Чехією. Входить до складу району Саксонська Швейцарія — Східні Рудні Гори.
Площа — 88,09 км2. Населення становить 9365 ос. (станом на 31 грудня 2020).